# جین‌هو
جو جین‌هو (کره‌ای: 조진호؛ زادهٔ ۱۷ آوریل ۱۹۹۲) که بیشتر با نام هنری جین‌هو (کره‌ای: 진호) شناخته می‌شود، خواننده، ترانه‌سرا، رقصنده، آهنگساز و مربی وکال اهل کره جنوبی و یکی از اعضای گروه پسرانهٔ کره‌ای پنتاگون زیر نظر کیوب انترتینمنت است. او کارآموز سابق اس‌ام انترتینمنت و یکی از اعضای گروه پروژه اس.ام. بالاد بود. پس از ترک اس‌ام انترتینمنت در سال ۲۰۱۵، جین‌هو مربی وکال شد. از آن زمان به بعد او همکارانش در کمپانی کیوب از جمله (جی)آیدل و یو سون هو و دیگران را آموزش داده‌است.

## اوایل زندگی
جین‌هو زادهٔ ۱۷ آوریل ۱۹۹۲ در بوچون، کره جنوبی است. زمانیکه هفت ساله بود، خانواده‌اش به دجون نقل مکان کردند. در سن ۱۵ سالگی، او در چینگ‌دائو، چین به مدت هشت ماه به خاطر خانواده و کار زندگی کرد پیش از اینکه در سئول ساکن شود.

## فیلم‌شناسی

### مجموعه تلویزیونی
| سال  | عنوان          | نقش          | توضیحات              |
| ---- | -------------- | ------------ | -------------------- |
| ۲۰۱۷ | سلام بیست‌سالگی | حضور افتخاری | عضو گروه آیدل Asgard |

### ورایتی شو
| سال  | عنوان                                      | شبکه              | توضیحات                                                |
| ---- | ------------------------------------------ | ----------------- | ------------------------------------------------------ |
| ۲۰۱۶ | پنتاگون میکر                               | ام‌نت ام۲          | شرکت کننده                                             |
| ۲۰۱۹ | پادشاه خواننده                             | ام‌بی‌سی            | شرکت کننده به عنوان «استاد جوان»، سولال آیدل قسمت ویژه |
| ۲۰۱۹ | Rewriting The Chart Show, Number 1 Now Is? | ام‌بی‌سی            | شرکت کننده                                             |
| ۲۰۲۰ | استودیو میوزیک هال ۲                       | ام‌نت، میستیک تی‌وی | همراه هویی، قسمت ۱۰                                    |
| ٢٠٢٣ | خواننده شبح                                | جی‌تی‌بی‌سی          | فصل 4                                                  |

## تئاتر
| سال       | عنوان                | عنوان اصلی         | نقش           | توضیحات    |
| --------- | -------------------- | ------------------ | ------------- | ---------- |
| ۲۰۱۳–۲۰۱۴ | برف تابستان          |                    | لی سوهیون     | [ ۸ ]      |
| ۲۰۱۷–۲۰۱۸ | همه تکان خوردند      | 올슉업             | دین هاید      | ورژن کره‌ای |
| ۲۰۱۸      | ماسک آهنی            | 아이언 마스크      | رول           |            |
| ۲۰۱۹–۲۰۲۰ | الهه داره نگاه می‌کنه | 여신님이 보고 계셔 | ریو سون هو    |            |
| ۲۰۲۲      | آفتاب نیمه‌شب         | 태양의 노래        | جونگ‌ها رام    | [ ۱۰ ]     |
| ۲۰۲۲      | اقیانوس              | 오션스             | اسکای (هالبو) | [ ۱۱ ]     |